# 华东师范大学数据科学与工程学院
数据科学与工程学院，为华东师范大学的一个学院，成立于2016年9月，由原数据科学与工程研究院组建而成。学院的前身数据科学与工程研究院成立于2013年9月。
学院与中国电信、交通银行、平安科技、高德软件、谷歌中国、Infosys和上海珍岛信息技术有限公司等企业与西北工业大学、新加坡管理大学等高校签订了合作协议。